# Крутиголовка (рід)
Крутиголовка (Jynx) — рід дятлоподібних птахів родини дятлових (Picidae). Включає два види, з яких один поширений в Євразії, один — Африці. Назву крутиголовка отримала за то, що птах може повертати голову майже на 180°.

## Види
- Крутиголовка звичайна (Jynx torquilla)
- Крутиголовка африканська (Jynx ruficollis)